# 에이미 슈머
에이미 슈머(Amy Schumer, 1981년 6월 1일 ~ )는 미국의 스탠드업 코미디 코미디언, 배우이다.

## 출연 작품
- 아이 필 프리티 - 르네 베넷 역 (제작, 주연)